# Macrocixius grossa
Macrocixius grossa är en insektsart som beskrevs av Tsaur 1991. Macrocixius grossa ingår i släktet Macrocixius och familjen kilstritar. Inga underarter finns listade i Catalogue of Life.